# Владиславівське нафтове родовище
Владиславівське нафтове родовище — належить до Індоло-Кубанської нафтогазоносної області Південного нафтогазоносногу регіону України.

## Опис
Розташоване в південно-західній частині Керченського півострова за 12 км від м. Феодосії.
Приурочене до Владиславівської брахіантикліналі субширотного простягання (14х3 м, висота 200 м), яка виявлена в 1940 р. Перший приплив нафти отримано в 1956 р. з верхньокерлеутського горизонту в інтервалі 638—647 м. Продуктивними є алеврито-піщанисті породи в глинистій товщі. Колектори порового типу.
Поклад нафти пластовий, склепінчастий, літологічно обмежений. Режим покладу пружний та розчиненого газу. Запаси початкові видобувні категорій А+В+С1: нафти — 12,6 тис.т; розчиненого газу — 2,1 млн. м³. Густина дегазованої нафти 817 кг/м³. Розробляється з 1956 р. Видобуто 10,4 тис. т нафти та 2,07 млн. м³ газу.